# Lydenburg

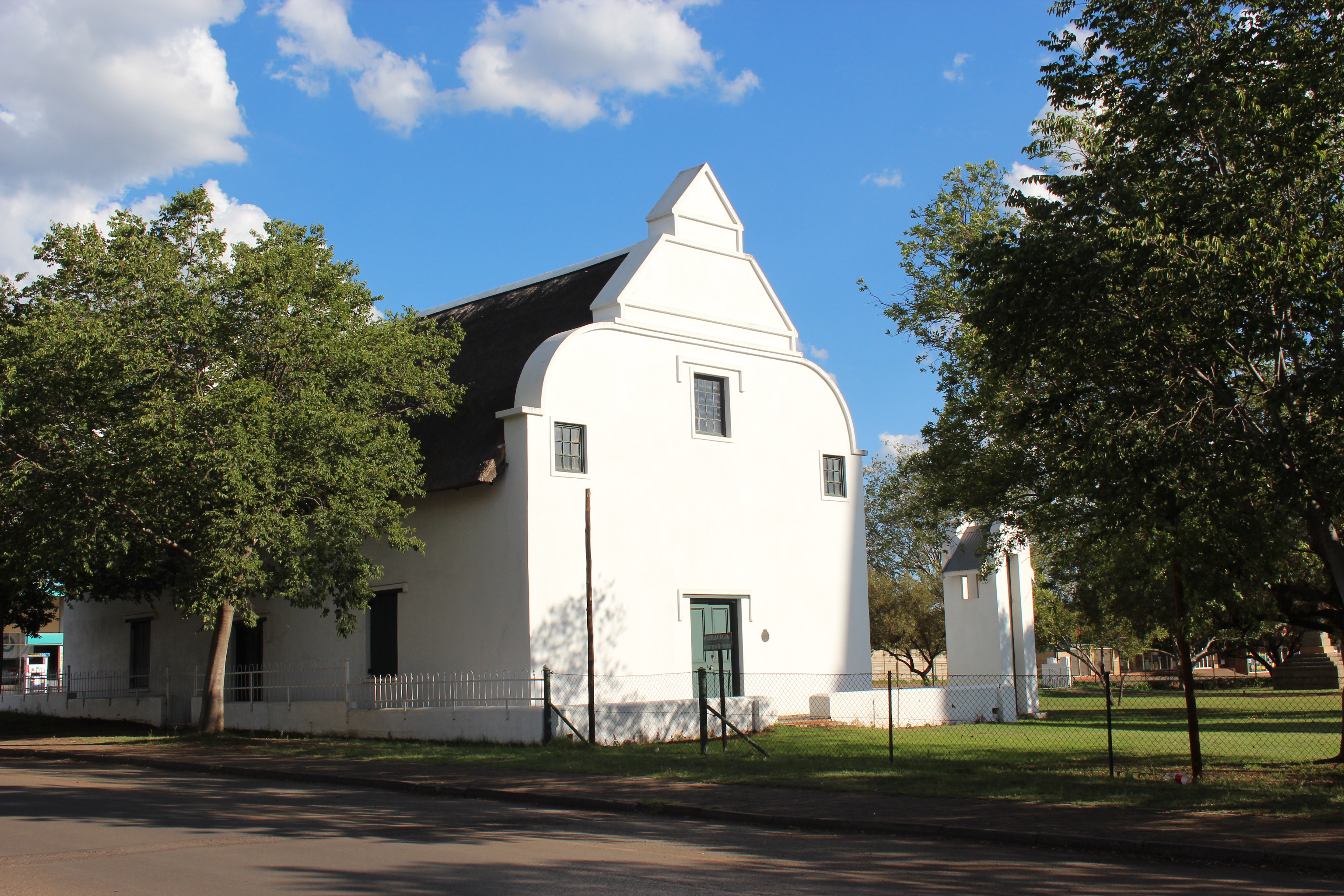
Kyrka i Lydenburg.

Lydenburg (eller Mashishing) är en stad i provinsen Mpumalanga i Sydafrika. Folkmängden uppgick till 40 714 invånare vid folkräkningen 2011. Lydenburg växte fram som gruvstad kring rika guldförekomster. 1924 upptäcktes här rika platinaförekomster i en 12 meter bred noritgång, som man sedan kom att följa i över 80 kilometer.